# Bill Napier
Bill Napier (né William M. Napier le 29 juin 1940 à Perth (Écosse)) est un auteur et astronome écossais. Il est professeur honoraire en astrobiologie à l'université de Cardiff.
En 1963, il obtient un baccalauréat en sciences de l'université de Glasgow, puis un doctorat en philosophie à la même université en 1966.
Astronome professionnel, Napier travaille à l'Observatoire royal d'Édimbourg ainsi qu'à l'université d'Oxford et à l'Observatoire d'Armagh. Ses recherches sont concentrées sur les comètes et la cosmologie. Il est connu pour ses travaux sur le catastrophisme cohérent (Coherent Catastrophism), réalisés avec, notamment, Victor Clube,.
Un astéroïde (7096) Napier est nommé en honneur de lui.